# Persone di nome Marlon
| Questa pagina contiene informazioni ricavate automaticamente dalle voci biografiche con l'ausilio del template Bio e di un bot. L'aggiornamento è periodico e automatico e ricostruisce completamente la pagina. Se manca una persona in questa lista, sei pregato di non aggiungerla, ma accertati piuttosto che la sua voce biografica contenga il template Bio e che i dati anagrafici siano correttamente compilati. Se il template Bio manca, inseriscilo tu stesso o, in alternativa, metti l'avviso {{tmp\|Bio}} che ne segnala la mancanza. Se i dati riportati sono sbagliati, correggi direttamente la voce biografica; le modifiche saranno visibili in questa lista entro pochi giorni. Per chiarimenti vedi il progetto antroponimi. La lista contiene solo le 58 persone che sono citate nell'enciclopedia e per le quali è stato implementato correttamente il template Bio. Pagina aggiornata al 16 ott 2024. |

Questa è una lista di persone presenti nell'enciclopedia che hanno il prenome Marlon, suddivise per attività principale.

## Allenatori di pallacanestro(1)
- Marlon Garnett, allenatore di pallacanestro e ex cestista statunitense (Los Angeles, n. 1975)

## Artisti marziali misti(2)
- Marlon Moraes, artista marziale misto brasiliano (Nova Friburgo, n. 1988)
- Marlon Sandro, artista marziale misto brasiliano (Rio de Janeiro, n. 1977)

## Attori(3)
- Marlon Brando, attore e attivista statunitense (Omaha, n. 1924 - Los Angeles, † 2004)
- Marlon Langeland, attore norvegese (Oslo, n. 1999)
- Marlon Wessel, attore tedesco (Monaco di Baviera, n. 1991)

## Calciatori(27)
- Marlon Ayoví, ex calciatore ecuadoriano (Guayaquil, n. 1971)
- Marlon Brandão, ex calciatore brasiliano (Marília, n. 1963)
- Marlon Broomes, ex calciatore inglese (Birmingham, n. 1977)
- Marlon Evans, calciatore statunitense (Tamuning, n. 1997)
- Marlon Antonio Fernández, calciatore venezuelano (San Cristóbal, n. 1986)
- Marlon Fossey, calciatore statunitense (Los Angeles, n. 1998)
- Marlon Freitas, calciatore brasiliano (Magé, n. 1995)
- Marlon Frey, calciatore tedesco (Düsseldorf, n. 1996)
- Marlon Gomes, calciatore brasiliano (Rio de Janeiro, n. 2003)
- Marlon Hairston, calciatore statunitense (Jackson, n. 1994)
- Marlon Harewood, ex calciatore inglese (Hampstead, n. 1979)
- Marlon James, ex calciatore sanvincentino (Kingstown, n. 1976)
- Marlon King, ex calciatore giamaicano (Dulwich, n. 1980)
- Marlon López, calciatore nicaraguense (Managua, n. 1992)
- Marlon Matheus Lopes do Nascimento, calciatore brasiliano (Angra dos Reis, n. 1994)
- Marlon Douglas de Sales Silva, calciatore brasiliano (n. 1997)
- Marlon Medina, calciatore nicaraguense (Estelí, n. 1985)
- Marlon Medranda, calciatore ecuadoriano (Santo Domingo, n. 1999)
- Marlon Pack, calciatore inglese (Portsmouth, n. 1991)
- Marlon Pereira, calciatore olandese (Rotterdam, n. 1987)
- Marlon Prezotti, calciatore brasiliano (Curitiba, n. 1992)
- Marlon Ritter, calciatore tedesco (Essen, n. 1994)
- Marlon Rojas, ex calciatore trinidadiano (Arima, n. 1997)
- Marlon Santos da Silva Barbosa, calciatore brasiliano (Duque de Caxias, n. 1995)
- Marlon Torres, calciatore colombiano (Barranquilla, n. 1996)
- Marlon Xavier, calciatore brasiliano (Cascavel, n. 1997)
- Marlon de Jesús, calciatore ecuadoriano (Ibarra, n. 1991)

## Cantanti(1)
- Marlon Williams, cantante neozelandese (Christchurch, n. 1990)

## Cantautori(2)
- Marlon Jackson, cantautore, ballerino e coreografo statunitense (Gary, n. 1957)
- Marlon Roudette, cantautore britannico (Londra, n. 1982)

## Cavalieri(1)
- Marlon Zanotelli, cavaliere brasiliano (Imperatriz, n. 1988)

## Cestisti(3)
- Marlon Martínez, ex cestista dominicano (San Felipe de Puerto Plata, n. 1979)
- Marlon Maxey, ex cestista statunitense (Chicago, n. 1969)
- Marlon Redmond, ex cestista statunitense (San Francisco, n. 1955)

## Ciclisti su strada(1)
- Marlon Pérez, ciclista su strada e pistard colombiano (Támesis, n. 1976 - El Carmen de Viboral, † 2024)

## Giocatori di baseball(1)
- Marlon Byrd, ex giocatore di baseball statunitense (Boynton Beach, n. 1977)

## Giocatori di calcio a 5(1)
- Marlon Araújo, giocatore di calcio a 5 brasiliano (Canoas, n. 1987)

## Giocatori di football americano(6)
- Marlon Ahlm, giocatore di football americano svedese
- Marlon Brown, giocatore di football americano statunitense (Memphis, n. 1991)
- Marlon Davidson, giocatore di football americano statunitense (Montgomery, n. 1998)
- Marlon Humphrey, giocatore di football americano e ostacolista statunitense (Hoover, n. 1996)
- Marlon Mack, giocatore di football americano statunitense (Sarasota, n. 1996)
- Marlon Tuipulotu, giocatore di football americano statunitense (Independence, n. 1999)

## Modelli(2)
- Marlon Blue, modello, attore e artista austriaco (Vienna, n. 1988)
- Marlon Teixeira, modello brasiliano (Balneário Camboriú, n. 1991)

## Pallavolisti(2)
- Marlon Yant, pallavolista cubano (Santa Clara, n. 2001)
- Marlon Yared, pallavolista brasiliano (Guaíra, n. 1977)

## Pugili(1)
- Marlon Tapales, pugile filippino (Tubod, n. 1992)

## Registi(2)
- Marlon Riggs, regista cinematografico statunitense (Fort Worth, n. 1957 - Oakland, † 1994)
- Marlon Wayans, regista, attore e produttore cinematografico statunitense (New York, n. 1972)

## Scrittori(1)
- Marlon James, scrittore giamaicano (Kingston, n. 1970)

## Velocisti(1)
- Marlon Devonish, ex velocista britannico (Coventry, n. 1976)